# Agenci T.A.R.C.Z.Y. (sezon 2)
Drugi sezon amerykańskiego serialu Agenci T.A.R.C.Z.Y. opowiada historię Phila Coulsona, który po zniszczeniu T.A.R.C.Z.Y. zostaje jej dyrektorem oraz ze swoją grupą zaufanych agentów zmaga się z odbudowaniem organizacji i zaufania do niej władz, walką z Hydrą oraz tajemnicą rasy Inhumans.
Sezon ten dzieli ciągłość wydarzeń z filmem Avengers: Czas Ultrona.
Twórcami serialu są Jed Whedon, Maurissa Tancharoen i Jeffrey Bell. W głównych rolach wystąpili: Clark Gregg, Ming-Na Wen, Brett Dalton, Chloe Bennet, Iain De Caestecker, Elizabeth Henstridge, Nick Blood i Adrianne Palicki.
Emisja sezonu, składającego się z 22 odcinków, rozpoczęła się na antenie ABC 23 września 2014 roku. W Polsce serial został wyemitowany na kanale Fox Polska.
7 maja 2015 roku, stacja ABC zamówiła trzeci sezon serialu.

## Obsada
| - Clark Gregg jako Phil Coulson - Ming-Na Wen jako Melinda May - Brett Dalton jako Grant Ward - Chloe Bennet jako Daisy „Skye” Johnson - Iain De Caestecker jako Leopold „Leo” Fitz - Elizabeth Henstridge jako Jemma Simmons - Nick Blood jako Lance Hunter - Adrianne Palicki jako Bobbi Morse Przedstawieni w sezonie pierwszym - B.J. Britt jako Antoine Triplett - Adrian Pasdar jako Glenn Talbot - Patton Oswalt jako Billy Koenig / Sam Koenig - Ruth Negga jako Raina - Christine Adams jako Anne Weaver Przedstawieni w sezonie drugim - Henry Simmons jako Alphonso „Mack” MacKenzie - Reed Diamond jako Daniel Whitehall - Simon Kassianides jako Sunil Bakshi - Kyle MacLachlan jako Calvin Johnson - Maya Stojan jako Kara Palamas / Agentka 33 - Dichen Lachman jako Jiaying - Jamie Harris jako Gordon - Edward James Olmos jako Robert Gonzales - Mark Allan Stewart jako Oliver - Luke Mitchell jako Lincoln Campbell | Przedstawieni w filmach - Hayley Atwell jako Peggy Carter - Kenneth Choi jako Jim Morita - Neal McDonough jako Timothy „Dum Dum” Dugan - Henry Goodman jako List - Jaimie Alexander jako Sif - Cobie Smulders jako Maria Hill Przedstawieni w sezonie pierwszym - Dylan Minnette jako Donnie Gill - Tim DeKay jako Christian Ward - Imelda Corcoran jako Goodman - J. August Richards jako Mike Peterson / Deathlok Przedstawieni w sezonie drugim - Raquel Gardner jako Carla Talbot - Brian Patrick Wade jako Carl Creel - Blair Underwood jako Andrew Garner - Derek Phillips jako O’Brien - Ava Acres jako Katya Belyakov - Alicia Vela-Bailey jako Alisha Whitley - Daz Crawford jako Kebo |

## Emisja i wydanie
Emisja sezonu, składającego się z 22 odcinków, na antenie ABC trwała od 23 września 2013 do 12 maja 2015 roku. W Polsce serial został wyemitowany na kanale Fox Polska od 14 października 2014 do 16 czerwca 2015 roku.
Od 11 lipca 2015 roku sezon drugi można obejrzeć również w serwisie Netflix.
Drugi sezon został wydany w Stanach Zjednoczonych na DVD i Blu-ray 18 września 2015.

### Odcinki
| № | Nr | Tytuł                                                                             | Reżyseria        | Scenariusz                     | Premiera (ABC)       | Premiera w Polsce (Fox Polska) |
| --- | -- | --------------------------------------------------------------------------------- | ---------------- | ------------------------------ | -------------------- | ------------------------------ |
| 23 | 1  | Cienie Shadows                                                                    | Vincent Misiano  | Jed Whedon Maurissa Tancharoen | 23 września 2014     | 14 października 2014           |
| W 1945 roku, agentka Peggy Carter i Naukowe Rezerwy Strategiczne atakują ostatnią znaną bazę Hydry dowodzoną przez Wernera Reinhardta oraz konfiskują wiele przedmiotów, w tym Obelisk i niebieskie ciało. Współcześnie, Phil Coulson czuwa nad akcją, która ma na celu zdobycie Obelisku, która się nie powodzi, kiedy Carl Creel zabija jednego z agentów T.A.R.C.Z.Y.. Agentka Skye przesłuchuje Granta Warda i dowiaduje się, że Hydra używa kanałów komunikacji, których T.A.R.C.Z.A. nie monitoruje. Drużyna uświadamia sobie, że generał Glenn Talbot jest w niebezpieczeństwie i wyruszają, aby uratować go przed Creelem. Sami porywają Talbota w celu włamania się do bazy wojskowej, w której znajduje się skonfiskowany majątek T.A.R.C.Z.Y.. Agentka Isabel Hartley odnajduje Obelisk, a Skye i agent Antoine Triplett wykradają quinjeta. Lance Hunter odchodzi razem ze swoim zespołem najemników pracujących dla T.A.R.C.Z.Y., jednak zostają zaatakowani przez Creela, który zabija Hartley i ucieka z Obeliskiem. Creel przekazuje go Reinhardtowi, który się nie postarzał, a obecnie używa imienia Daniel Whitehall. |    |                                                                                   |                  |                                |                      |                                |
| 24 | 2  | Nadmiar obowiązków Heavy is the Head                                              | Jesse Bochco     | Paul Zbyszewski                | 30 września 2014     | 21 października 2014           |
| Po zabraniu Obelisku przez Creela, Hunter zostaje porwany przez ludzi Talbota. Creel pochłania właściwości Obelisku i przypadkowo zabija kelnerkę w barze. Creel spotyka się z Rainą, ale odmawia pomocy. Talbot przekonuje Huntera, aby ten pracował dla niego i uwalnia go. Hunter jednak powraca do T.A.R.C.Z.Y., chcąc zemścić się za śmierć swoich przyjaciół. Agent Leo Fitz i mechanik Mack MacKenzie budują broń, która może obezwładnić Creela. Drużyna obserwuje, jak Creel dokonuje transakcji ze współpracownikiem Whitehalla, Sunilem Bakshim. Hunter obezwładnia pozostałych agentów i próbuje zabić Creela. Creel pokonuje go z łatwością i kiedy próbuje zabić Huntera, pojawia się Coulson i obezwładnia Creela nową bronią. Coulson proponuje Hunterowi pozostanie w T.A.R.C.Z.Y., a następnie informuje Talbota, że marnuje swój czas na śledzenie T.A.R.C.Z.Y. i oddaje mu Creela. Obelisk zostaje pokazany w posiadaniu Rainy i „Doktora”, ojca Skye, który zwraca się do Rainy, aby odnalazła jego córkę. |    |                                                                                   |                  |                                |                      |                                |
| 25 | 3  | Nawiązywanie przyjaźni i wpływanie na ludzi Making Friends and Influencing People | Bobby Roth       | Monica Owusu-Breen             | 7 października 2014  | 28 października 2014           |
| Coulson dowiaduje się od agentki Jemmy Simmons, która pracuje pod przykrywką dla Hydry, że planują rekrutację Donie’ego Gilla, a Ward wyjaśnia Skye, że Hydra robi pranie mózgu obiecującym rekrutom, taki jak Creel. T.A.R.C.Z.A. namierza Gilla na statku Hydry w Maroku. Hydra wysyła tam Simmons z zespołem, aby sprawdzić jej lojalność. Fitz ujawnia Wardowi, że Gill jest celem, a Ward go ostrzega, że Gill został już zwerbowany przez Hydrę. Agentka Melinda May, która wie o misji Simmons, pozwala jej i Gillowi uciec, Hydra uaktywnia wcześniej wyprany mózg Gilla. Skye do niego strzela, a ten wpada do wody, która zamarza. Jednak ciało nie zostaje odnalezione. Whitehall awansuje Simmons, a Ward informuje Skye, że jej ojciec żyje i może go do niego zaprowadzić. |    |                                                                                   |                  |                                |                      |                                |
| 26 | 4  | Twarzą w twarz z wrogiem Face My Enemy                                            | Kevin Tancharoen | Drew Greenberg                 | 14 października 2014 | 4 listopada 2014               |
| 27 | 5  | Wrogie terytorium A Hen in the Wolf House                                         | Holly Dale       | Brent Fletcher                 | 21 października 2014 | 11 listopada 2014              |
| 28 | 6  | Podzielony dom A Fractured House                                                  | Ron Underwood    | Rafe Judkins Lauren LeFranc    | 28 października 2014 | 18 listopada 2014              |
| 29 | 7  | Pismo na ścianie The Writing on the Wall                                          | Vincent Misiano  | Craig Titley                   | 11 listopada 2014    | 9 grudnia 2014                 |
| 30 | 8  | Skrywane sprawy The Things We Bury                                                | Milan Cheylov    | DJ Doyle                       | 18 listopada 2014    | 16 grudnia 2014                |
| 31 | 9  | Dla tego, który tu wchodzi Ye Who Enter Here                                      | Billy Gierhart   | Paul Zbyszewski                | 2 grudnia 2014       | 23 grudnia 2014                |
| 32 | 10 | Co się z nimi stanie What They Become                                             | Michael Zinberg  | Jeffrey Bell                   | 9 grudnia 2014       | 30 grudnia 2014                |
| 33 | 11 | Wstrząsy wtórne Aftershocks                                                       | Billy Gierhart   | Maurissa Tancharoen Jed Whedon | 3 marca 2015         | 31 marca 2015                  |
| 34 | 12 | Kim naprawdę jesteś Who You Really Are                                            | Roxann Dawson    | Drew Greenberg                 | 10 marca 2015        | 7 kwietnia 2015                |
| 35 | 13 | Jedno z nas One of Us                                                             | Kevin Tancharoen | Monica Owusu-Breen             | 17 marca 2015        | 14 kwietnia 2015               |
| 36 | 14 | Miłość w czasach Hydry Love in the Time of Hydra                                  | Jesse Bochco     | Brent Fletcher                 | 24 marca 2015        | 21 kwietnia 2015               |
| 37 | 15 | Zamknięte drzwi One Door Closes                                                   | David Solomon    | Lauren LeFranc Rafe Judkins    | 31 marca 2015        | 28 kwietnia 2015               |
| 38 | 16 | Życie po życiu Afterlife                                                          | Kevin Hooks      | Craig Titley                   | 7 kwietnia 2015      | 5 maja 2015                    |
| 39 | 17 | Melinda                                                                           | Garry Brown      | DJ Doyle                       | 14 kwietnia 2015     | 12 maja 2015                   |
| 40 | 18 | Wrogi przyjaciel mojego wroga The Frenemy of My Enemy                             | Karen Gaviola    | Monica Owusu-Breen             | 21 kwietnia 2015     | 19 maja 2015                   |
| 41 | 19 | Parszywa szóstka The Dirty Half Dozen                                             | Kevin Tancharoen | Brent Fletcher Drew Greenberg  | 28 kwietnia 2015     | 26 maja 2015                   |
| 42 | 20 | Blizny Scars                                                                      | Bobby Roth       | Rafe Judkins Lauren LeFranc    | 5 maja 2015          | 2 czerwca 2015                 |
| 43 | 21 | S.O.S. cz.1 S.O.S. (Part One)                                                     | Vincent Misiano  | Jeffrey Bell                   | 12 maja 2015         | 9 czerwca 2015                 |
| 44 | 22 | S.O.S. cz.2 S.O.S. (Part Two)                                                     | Billy Gierhart   | Jed Whedon Maurissa Tancharoen | 12 maja 2015         | 16 czerwca 2015                |

## Produkcja

### Rozwój projektu
W marcu 2014 roku, Jeffrey Bell, podczas panelu serialu na PaleyFest poinformował, że mogą czytać scenariusze do filmów Filmowego Uniwersum Marvela, dzięki czemu są w stanie zaplanować serial do końca trzeciego sezonu. 8 maja 2014 roku, stacja ABC zamówiła drugi sezon serialu, który składa się z 22 odcinków.

### Casting

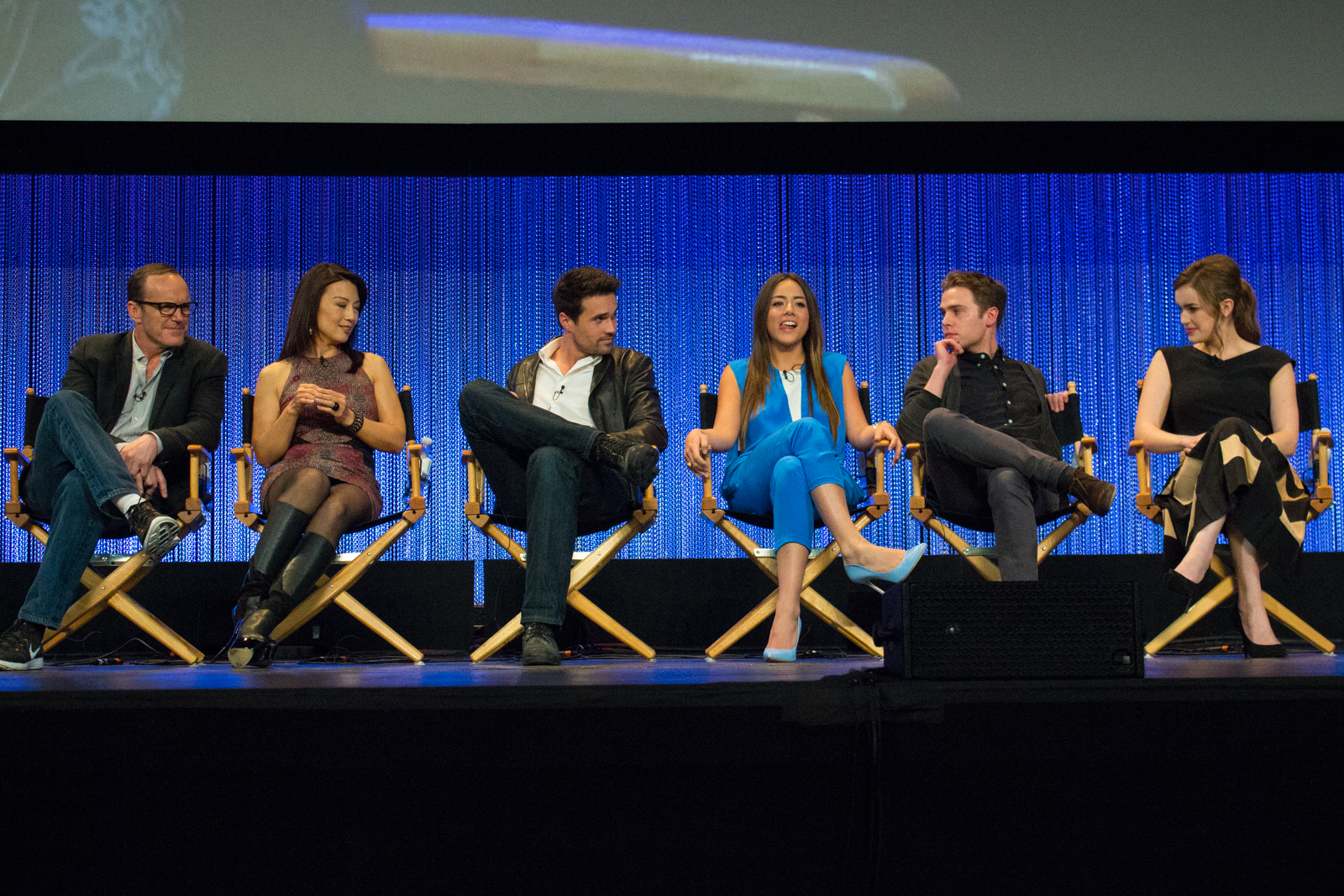
Obsada serialu podczas PaleyFest 2014

Clark Gregg jako Phil Coulson, Ming-Na Wen jako Melindy May, Elizabeth Henstridge jako Jemma Simmons, Iain De Caestecker jako Leo Fitz i Brett Dalton jako Grant Ward pojawią się ponownie w głównych rolach. W lipcu 2014 roku poinformowano, że Nick Blood dołączył do nich jako Lance Hunter. W sierpniu 2014 roku Adrianne Palicki została obsadzona w roli drugoplanowej jako Bobbie Morse, która awansowała do głównej obsady od odcinka Wstrząsy wtórne.
W lipcu 2014 roku do obsady dołączyli: Reed Diamond jako Daniela Whitehalla i Simon Kassianides jako Sunil Bakshi oraz poinformowano, że Patton Oswalt powróci w rolach braci Koenig, a w sierpniu 2014 roku Henry Simmons jako Alphonso „Mack” MacKenzie i Kyle MacLachlan jako Calvin Johnson. W tym samym miesiącu poinformowano, że Adrian Pasdar powróci jako Glenn Talbot. We wrześniu potwierdzono, że z poprzedniego sezonu powrócą: B.J. Britt jako Antoine Triplett i Ruth Negga jako Raina. W październiku do obsady dołączyła Maya Stojan jako Kara Palamas / Agentka 33. W styczniu 2015 roku poinformowano, że Edward James Olmos wcieli się w postać Roberta Gonzalesa, a w lutym tego samego, że Luke Mitchell zagra Lincolna Campbella. W marcu tego samego roku ujawniono, że Christine Adams ponownie zagra Anne Weaver oraz że Mark Allan Stewart zagra agenta Olivera, a Jamie Harris przedstawiciela rasy Inhumans, Gordona. W kwietniu 2015 roku poinformowano, że J. August Richards powróci gościnnie roli Mike’a Petersona.
Swoje role z sezonu pierwszego powtórzyli również Dylan Minnette jako Donnie Gill i Imelda Corcoran jako doktor Goodman. Natomiast z filmów swoje role powtórzyli Jaimie Alexander jako Sif i Cobie Smulders jako Maria Hill, które zagrały gościnnie również w sezonie pierwszym oraz Hayley Atwell jako Peggy Carter, Kenneth Choi jako Jim Morita, Neal McDonough jako Dum Dum Dugan i Henry Goodman jako List.

### Zdjęcia i postprodukcja
Zdjęcia rozpoczęły się pod koniec lipca 2014 roku w Culver City w Kalifornii. Część zdjęć realizowana była w Portoryko.
Za zdjęcia odpowiadał Feliks Parnell, za scenografię – Gregory Melton, a za kostiumy – Anne Foley, a za koordynację kaskaderów – Tanner Gill. Efektami specjalnymi zajmował się Mark Kolpack oraz studio Optic Nerve Studios, a montażem – David Crabtree i Joshua Charson.

### Powiązania z Filmowym Uniwersum Marvela
Wydarzenia
- Akcja drugiego sezonu toczy się w II Fazie Filmowego Uniwersum Marvela – po Strażnikach Galaktyki, a przed Ant-Manem.
- Odcinek Parszywa szóstka rozpoczyna wydarzenia przedstawione w filmie Avengers: Czas Ultrona.

Obsada
- Clark Gregg, który wciela się w jedną z głównych postaci serialu, Phila Coulsona, wystąpił wcześniej w filmach Iron Man (2008), Iron Man 2 (2010), Thor (2011) i Avengers (2012).
- Cobie Smulders jako Maria Hill, która zagrała wcześniej w filmie Avengers (2012) pojawiła się gościnnie w odcinku Parszywa szóstka[20].
- Jaimie Alexander jako Sif, która wystąpiła wcześniej w filmach Thor (2011) i Thor: Mroczny świat (2013), pojawiła się gościnnie w odcinku Kim naprawdę jesteś[19].
- Hayley Atwell jako Peggy Carter, która zagrała wcześniej w filmach Kapitan Ameryka: Pierwsze starcie (2011), One-Shot: Agentka Carter (2013) i Kapitan Ameryka: Zimowy żołnierz (2014), pojawiła się gościnnie w odcinkach Cienie i Skrywane sprawy[2].
- Neal McDonough jako Timothy „Dum Dum” Dugan i Kenneth Choi jako Jim Morita, wcielający się w swoje postacie w filmie Kapitan Ameryka: Pierwsze starcie (2011) pojawili się gościnnie w odcinku Cienie[17].
- Henry Goodman jako List, który pojawił się w filmie Kapitan Ameryka: Zimowy żołnierz (2014) pojawia się gościnnie w odcinkach Wstrząsy wtórne, Wrogi przyjaciel mojego wroga i Parszywa szóstka[18].

Inne
- W przerwie drugiego sezonu został wyemitowany inny serial związany z MCU, Agentka Carter z Hayley Atwell w roli głównej[52].
- W odcinku Co Się z Nimi Stanie dowiadujemy się, że Skye i Raina są przedstawicielkami rasy Inhumans.

## Promocja
W lipcu 2014 roku Marvel Comics wydało komiks powiązany Agents of S.H.I.E.L.D.: The Chase, którego wydarzenia osadzone są w sezonie pierwszym, pomiędzy odcinkami Nasiona i Tory. 10 października 2014 roku odcinek Twarzą w twarz z wrogiem został wyemitowany podczas New York Comic Con.
Od odcinka Wstrząsy wtórne Marvel powrócił do akcji promocyjnej o nazwie „Marvel’s Agents of S.H.I.E.L.D.: The Art of Level Seven”, którą rozpoczął pod koniec sezonu pierwszego: w każdy czwartek przed premierą nowego odcinka pokazywano grafikę go promującą, która przedstawiała kluczowe wydarzenia w nadchodzącym epizodzie.
Książka / Przewodnik
26 października 2016 roku został wydany Guidebook to the Marvel Cinematic Universe: Marvel’s Agents of S.H.I.E.L.D. Season Two, który zawiera fakty dotyczące pierwszego sezonu serialu, porównania do komiksów oraz informacje produkcyjne. Fizycznie przewodnik zostanie wydany 16 stycznia 2018 roku w publikacji zbiorczej Marvel Cinematic Universe Guidebook: It’s All Connected.

## Odbiór

### Oglądalność
| #  | Tytuł                                 | Oryginalna emisja    | Widzowie (w milionach) | Widzowie DVR (w milionach) | Widzowie razem (w milionach) |
| -- | ------------------------------------- | -------------------- | ---------------------- | -------------------------- | ---------------------------- |
| 1  | Shadows                               | 23 września 2014     | 5,98                   | 4,00                       | 9,66                         |
| 2  | Heavy Is the Head                     | 30 września 2014     | 5,05                   | 3,33                       | 7,90                         |
| 3  | Making Friends and Influencing People | 7 października 2014  | 4,47                   | 2,78                       | 7,25                         |
| 4  | Face My Enemy                         | 14 października 2014 | 4,70                   | 3,09                       | 7,80                         |
| 5  | A Hen in the Wolf House               | 21 października 2014 | 4,36                   | 3,27                       | 7,68                         |
| 6  | A Fractured House                     | 28 października 2014 | 4,44                   | 3,00                       | 7,44                         |
| 7  | The Writing on the Wall               | 11 listopada 2014    | 4,27                   | 3,33                       | 7,60                         |
| 8  | The Things We Bury                    | 18 listopada 2014    | 4,58                   | 3,13                       | 7,70                         |
| 9  | ...Ye Who Enter Here                  | 2 grudnia 2014       | 5,36                   | 3,28                       | 8,63                         |
| 10 | What They Become                      | 9 grudnia 2014       | 5,29                   | 3,02                       | 8,31                         |
| 11 | Aftershocks                           | 3 marca 2015         | 4,48                   | 3,03                       | 7,51                         |
| 12 | Who You Really Are                    | 10 marca 2015        | 3,80                   | 2,82                       | 6,62                         |
| 13 | One of Us                             | 17 marca 2015        | 3,34                   | 3,06                       | 7,39                         |
| 14 | Love in the Time of Hydra             | 24 marca 2015        | 4,29                   | 2,99                       | 7,28                         |
| 15 | One Door Closes                       | 31 marca 2015        | 4,26                   | 2,65                       | 6,91                         |
| 16 | Afterlife                             | 7 kwietnia 2015      | 4,24                   | 2,68                       | 6,92                         |
| 17 | Melinda                               | 14 kwietnia 2015     | 4,04                   | 2,72                       | 6,76                         |
| 18 | The Frenemy of My Enemy               | 21 kwietnia 2015     | 4,35                   | 2,57                       | 7,02                         |
| 19 | The Dirty Half Dozen                  | 28 kwietnia 2015     | 4,57                   | 2,67                       | 7,24                         |
| 20 | Scars                                 | 5 maja 2015          | 4,45                   | 2,65                       | 7,10                         |
| 21 | S.O.S. (Part One)                     | 12 maja 2015         | 3,88                   | BRAK DANYCH                | BRAK DANYCH                  |
| 22 | S.O.S. (Part One)                     | 12 maja 2015         | 3,88                   |                            |                              |

### Krytyka w mediach
W serwisie Rotten Tomatoes krytycy przyznali wynik 94% ze średnią ocen 7,2/10.

### Nagrody i nominacje
| Rok  | Ceremonia                                   | Kategoria                                                     | Nominowani          | Rezultat  | Przypis |
| ---- | ------------------------------------------- | ------------------------------------------------------------- | ------------------- | --------- | ------- |
| 2015 | People’s Choice Awards                      | Ulubiony serial science-fiction / fantasy                     | Agenci T.A.R.C.Z.Y. | Nominacja | [ 100 ] |
| 2015 | TVLine’s Performer of the Week              | Występ w odcinku Melinda                                      | Ming-Na Wen         | Wygrana   | [ 101 ] |
| 2015 | Kids’ Choice Awards                         | Ulubiony rodzinny serial telewizyjny                          | Agenci T.A.R.C.Z.Y. | Nominacja | [ 102 ] |
| 2015 | Kids’ Choice Awards                         | Ulubiona aktorka telewizyjna                                  | Chloe Bennet        | Nominacja | [ 102 ] |
| 2015 | Saturn                                      | Najlepszy serial opowiadający o superbohaterach               | Agenci T.A.R.C.Z.Y. | Nominacja | [ 103 ] |
| 2015 | Visual Effects Society Awards               | Efekty specjalne w serialu telewizyjnym                       | Agenci T.A.R.C.Z.Y. | Nominacja | [ 104 ] |
| 2015 | Teen Choice Awards                          | Ulubiony serial fantasy / science-fiction                     | Agenci T.A.R.C.Z.Y. | Nominacja | [ 105 ] |
| 2015 | Nagroda Emmy                                | Najlepsze efekty specjalne                                    | Parszywa szóstka    | Nominacja | [ 106 ] |
| 2015 | Online Film & Television Association Awards | Najlepsze efekty specjalne w serialu telewizyjnym             | Agenci T.A.R.C.Z.Y. | Nominacja | [ 107 ] |
| 2016 | Irish Film & Television Awards              | Najlepsza aktorka w roli drugoplanowej w serialu telewizyjnym | Ruth Negga          | Nominacja | [ 108 ] |